# Rizjskaja (Aleksejevskajalijn)
Rizjskaja is een station aan de Aleksejevskajalijn dat wordt bediend door lijn D2 van het stadsgewestelijk net van Moskou.

## Geschiedenis
De Aleksejevskaja verbindingslijn werd eind jaren 50 van de 19e eeuw gebouwd om de spoorlijnen die hun eindpunt hadden in Moskouse kopstations onderling te verbinden. Aanvankelijk was het een verbinding tussen de spoorlijn naar het zuidoosten en die naar St. Petersburg, later werd de lijn langs de Rigaspoorweg en Savolovskaja doorgetrokken naar Beloroesskaja waarmee de spoorlijnen uit het westen ook waren verbonden met de stations aan de oostkant van het centrum. 
Het station werd in 1949 in gebruik genomen maar pas in 1964 officieel geopend. De naam Rzjevskaja werd overgenomen van het goederenstation en verwijst tevens naar station Moskva Rizjskaja dat van 1942 tot 1946 ook Rzjevskaja werd genoemd, naar de plaats Rzjev die ook aan de Rigaspoorlijn ligt. De naam Rzjev werd ook gebruikt voor het badhuis voor spoorwegarbeiders iets ten westen van het station.
In mei 2014 vloog, als gevolg van brandstichting, de nieuwe deklaag van perron 2 in brand. Het vuur verspreidde zich over ongeveer 100 vierkante meter en het treinverkeer werd verstoord. De herstelwerkzaamheden vonden plaats van 20 oktober tot 21 december 2014, waarbij brandbare materialen werden vervangen door niet-brandbare materialen. Tijdens de herstelwerkzaamheden stopten er geen treinen richting de Rigaspoorweg en de Smolenskspoorweg.
Op 21 november 2019 werden de eerste lijnen van het stadsgewestelijk net van Moskou geopend. Dit betekende het einde van de rechtstreekse diensten tussen de Koerskspoorlijn en de Smolenskspoorlijn. Hiervoor kwam lijn D2 in de plaats, de treinen van lijn D4 rijden het station zonder te stoppen voorbij omdat het eilandperron hiervoor nog niet gebouwd is.

## Ligging en inrichting
Het station ligt aan het noordwestelijke einde van het emplacement van Kalantsjevskaja en is tevens de grens tussen het werkgebied van dat emplacement en station Moskva Rizjskaja. Het eilandperron voor lijn D2 is toegankelijk via een loopbrug die tevens een toegang aan de westkant heeft op ongeveer 250 meter van het metrostation en 500 meter van het spoorwegstation. De inrijseinen staan vrijwel meteen ten noorden van het perroneinde.